# 조지아 국가 경비대

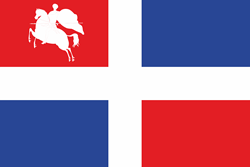

조지아 국가 경비대(National Guard of Georgia, NG, 조지아어: საქართველოს ეროვნული გვარდია)는 조지아 방위군의 헌병대이자 예비군이다. 외부 위협, 시민 소요, 자연재해에 대응하는 임무를 맡는다.

## 구조
구조는 다음과 같다:
- 방위군 본부
- 인사부
- 정보부
- 운영기획부
- 물류부
- 전략기획부
- 민방위 서비스
- 직원 회사
- 보안회사
- 제1보병여단(세나키) (예비군)
- 제2보병여단 (텔라비) (예비군)
- 의장대 중대
- 방위군 군악대

## 같이 보기
- 국민군